# Récolte d'énergie
 (avril 2011).
Si vous disposez d'ouvrages ou d'articles de référence ou si vous connaissez des sites web de qualité traitant du thème abordé ici, merci de compléter l'article en donnant les références utiles à sa vérifiabilité et en les liant à la section « Notes et références ».
La récolte d'énergie (energy harvesting ou energy scavenging en anglais) est le processus par lequel de l'énergie est tirée de sources externes (solaire, éolienne, thermique, vibratoire, cinétique, chimique, etc.) en quantités infinitésimales, puis emmagasinée pour servir au fonctionnement autonome d'appareils portables de petite taille comme ceux de l'électronique vestimentaire (wearable electronics en anglais), les réseaux de capteurs sans fil mais aussi des applications de grande taille, notamment pour les sources thermiques: fonderies, spatial (générateur thermoélectrique à radioisotope), etc.
Les systèmes récupérateurs d'énergie fournissent en général de très faibles quantités de courant électrique à des circuits électroniques à basse consommation, à partir de sources d'énergie présentes dans l'environnement. Par exemple, il existe des gradients de température partout où l'on trouve des moteurs à combustion, ou des environnements urbains (avec des bâtiments souvent chauffés ou réfrigérés). Dans le domaine thermique, on trouve aussi des générateurs de moyenne puissance (quelques dizaines de Watts voire des centaines).
Le marché de ces dispositifs (toutes sources confondues) pourrait passer de 10 millions d'unités en 2013 à 18.7 millions d'unités en 2020 et remplacer peu à peu les batteries des appareils portables ou les dynamos sur les vélos.
Le marché des systèmes de récupération d'énergie (à source thermique) de faible puissance (inférieure au watt) a été estimé à 100 000 unités en 2014 et pourrait atteindre 9 millions d'unités en 2020